# Gaztetxe Maravillas
El Maravillas fue un gaztetxe (o casal social) ubicado desde el 3 de septiembre de 2017 en el Palacio Marqués de Rozalejo, en el centro de Pamplona. El 17 de agosto de 2018 fue desalojado por la Policía Foral y la Policía Nacional pero miembros del colectivo lo volvieron a ocupar el mismo día.

## Descripción
El 2 de diciembre de 2017, en la inauguración oficial del gaztetxe del casco antiguo de Pamplona, se hizo saber que el nombre de este centro sería Maravillas en honor de Maravillas Lamberto, una de las víctimas de la Guerra Civil en Navarra cuando apenas había cumplido los catorce años de edad. En el acto de inauguración en que se hizo público el nombre, participó la hermana de Maravillas, Josefina, que agradeció la dedicación entendiendo que la memoria histórica es necesaria para que no se olviden los crímenes cometidos en el pasado.

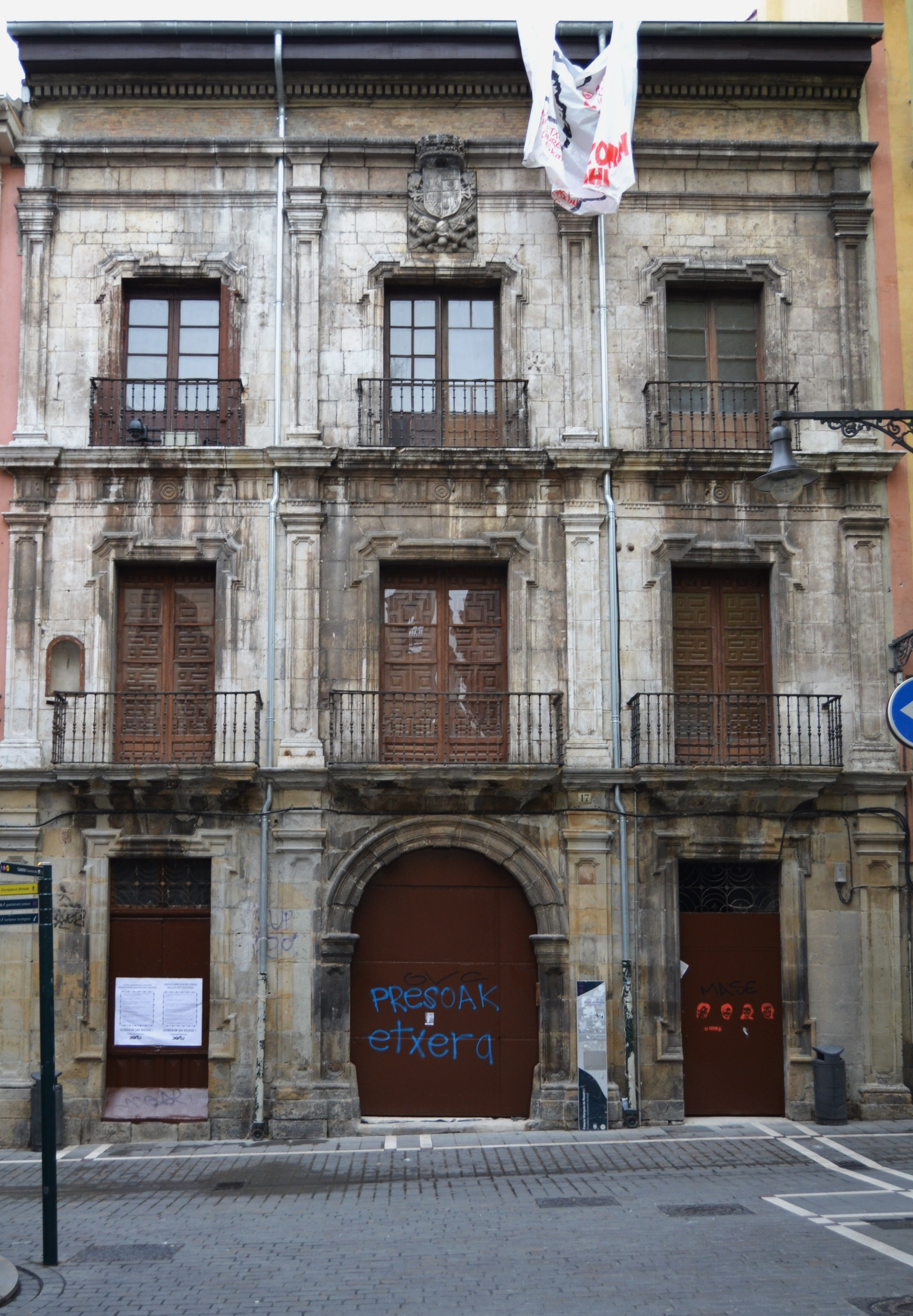
Palacio del Marqués de Rozalejo, donde se encuentra el gaztetxe Maravillas

A través de los auzolanes -o jornadas de trabajo- la juventud y los colectivos del barrio convirtieron el espacio en un centro social. Las diferentes habitaciones del palacio se convirtieron en un comedor social, una taberna, una biblioteca, una aula donde se imparten clases de euskera o un banco de alimentos solidario.
En julio de 2018 el gobierno de Navarra de Geroa Bai, liderado por Uxue Barkos, pidió el desalojo del Maravillas como medida cautelar a través del Servicio de Patrimonio alegando que en el edificio tenía que ir el Instituto de Memoria Histórica. Esto provocó tensión entre el partido y EH Bildu, sus socios de gobierno, que criticaron fuertemente la decisión y pusieron en valor el trabajo del gaztetxe dentro del tejido asociativo del casco antiguo de Pamplona.
Bajo la amenaza de un desalojo inminente, el gaztetxe afirmó en un comunicado que estaban abiertos al diálogo, y que volverían a abrir las puertas, así como que convocaban una manifestación de apoyo el día 25 de agosto. Finalmente, la madrugada del 17 de agosto, la Policía Foral y la Policía Nacional desalojaron el edificio, en la que sería una jornada de intensas cargas policiales y que acabaría con 22 personas identificadas. A la misma noche, el palacio sería reocupado por miembros del colectivo.
Las reacciones de los partidos políticos fueron muy diversas: por un lado el Partido Popular de Navarra, el Partido Socialista de Navarra y la Unión del Pueblo Navarro celebraron el desalojo alegrándose de que se pusiera fin a una ocupación que consideraban ilegal y felicitando la policía por su buena actuación. Por su parte, Podemos de Navarra deseó que el edificio se acabara destinando a un proyecto con fines sociales y Geroa Bai justificaba el desalojo alegando que se había hecho siguiendo órdenes judiciales. Finalmente, los partidos Sortu, EH Bildu y Orain Bai denunciaron el desalojo y la violenta actuación policial.
Unos años antes, en la misma ciudad, se había vivido un desalojo muy similar, el del gaztetxe Euskal Jai, en activo entre 1994 y 2004. En este caso fue Unión del Pueblo Navarro quién estaba al poder en el momento del desalojo.